# Healing
Healing er en alternativ behandlingsmetode, som udføres af en healer, der helbreder sygdomme ved hjælp af psykiske kræfter, eksempelvis overførelse af energi igennem håndspålæggelse.
Ordet healing er et låneord fra engelsk, hvor ordet slet og ret betyder "helbredelse". Healing og håndspålæggelse har været praktiseret i mange former op gennem historien i forskellige kulturer. Det har oftest et tilknyttet spirituelt aspekt, hvor healeren opfattes som kanal for højere kræfter, der videregiver helbredende energi til patienten. Nogle healere praktiserer også healing på andet end mennesker, eksempelvis dyr, planter og ting. Der er ingen lægevidenskabelig dokumentation for effekten af healing..
Igennem tiden er der opstået forskellige typer for healing, deriblandt Reiki, Chios, Gaiadon Hear og shamanisk healing.
I bibelen er det beskrevet, hvordan Jesus og hans disciple helbredte mennesker ved håndspålæggelse.